# Muna (Indonesia)
Muna (en indonesio: Pulau Muna) es una isla situada en el Mar de Flores, en la provincia de Célebes Suroriental de Indonesia con un área de 2.889 km². Se encuentra al sureste de la isla de Célebes (siendo separadas por el Estrecho de Tiworo) junto a la isla de Buton. Es muy montañosa (su altura máxima es de 455 metros). El norte y noreste están cubiertos de bosques tek. La economía se basa en la agricultura simple, especialmente de arroz, coco, especias, sagú, caña de azúcar, la pesca y la explotación de los bosques. La ciudad más grande y principal puerto es Raha, situado en la costa noreste, en el estrecho de Buton.
Administrativamente pertenece a la provincia del sudeste de Sulawesi, en la regencia de Muna.
El macaco Buton-Muna (Macaca ochreata brunnescens) es, como su nombre lo indica, una subespecie endémica de las islas de Buton y Muna.